# Liste des édifices labellisés « Architecture contemporaine remarquable » de la Mayenne
Cet article recense les édifices labellisés « Architecture contemporaine remarquable » de la Mayenne, en France.
Le label « Architecture contemporaine remarquable » remplace depuis 2016 l'ancien label « Patrimoine du XXe siècle ». Il ne prend en compte que des édifices de moins de 100 ans à la date de labellisation, et qui ne sont pas protégés comme monuments historiques.
Au début 2024, la Mayenne compte deux édifices ainsi labellisés.

## Liste
| Monument                               | Commune | Adresse              | Coordonnées                        | Notice     | Date | Illustration                           |
| -------------------------------------- | ------- | -------------------- | ---------------------------------- | ---------- | ---- | -------------------------------------- |
| Archives départementales de la Mayenne | Laval   | 5 rue Ernest-Laurain | 48° 04′ 21″ nord, 0° 45′ 29″ ouest | ACR0001244 | 2011 | Archives départementales de la Mayenne |
| Couvent des Carmes déchaussés          | Laval   |                      | 48° 04′ 52″ nord, 0° 45′ 49″ ouest | ACR0001245 | 2003 | Couvent des Carmes déchaussés          |